# 日本精神分析協会
日本精神分析協会（にほんせいしんぶんせききょうかい、英: Japan Psychoanalytic Society）は、古澤平作を初代会長として1955年に結成された、精神分析の発展及びそれを求める人びとに応え、国際的に活動することを目標として結成された協会である。国際精神分析学会に認定されている日本唯一の精神分析組織である。
主な事業活動は精神分析の臨床実践および訓練などである。

## 機関誌
- 協会ジャーナル（年1回発行）

## 会員数
- 約68名